# Down (hrabstwo)
Down (irl. Contae An Dúin) – jedno z sześciu hrabstw położonych w irlandzkiej prowincji Ulster, wchodzących w skład brytyjskiej Irlandii Północnej. Położone w północno-wschodniej części wyspy, nad Morzem Irlandzkim. Hrabstwo graniczy z hrabstwami Antrim oraz Armagh.
Stolicą hrabstwa jest miasto Downpatrick. Na terenie hrabstwa leży południowa część największego miasta Irlandii Północnej – Belfastu. Druga część miasta leży w hrabstwie Antrim.